# Garnotia stricta
Garnotia stricta là một loài thực vật có hoa trong họ Hòa thảo. Loài này được Brongn. mô tả khoa học đầu tiên năm 1832.